# Автомобільна промисловість у Канаді

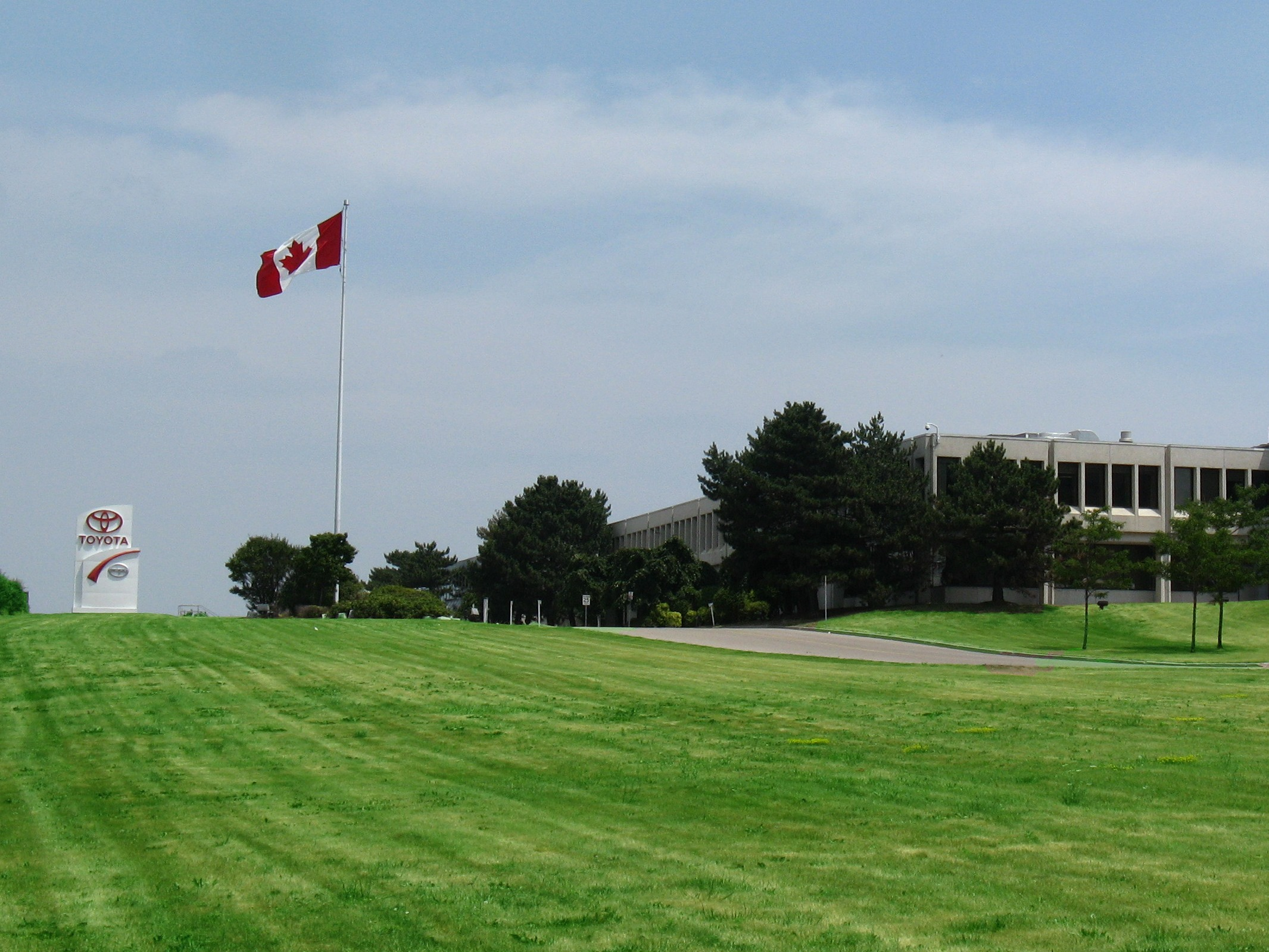
Головний офіс Toyota Canada Incorporated у Торонто, Онтаріо

Автомобільна промисловість Канади — галузь економіки Канади.
Автомобільний ринок Канади відрізняється великими обсягами виробництва. В основному їх зростання відбувається за рахунок зарубіжних філій і дочірніх компаній японських і американських компаній.
Канада на даний час є одинадцятим за величиною автовиробником у світі, виробивши понад 2 мільйона автомобілів у 2018 році, опустившись із сьомого місця з 3-ма мільйонами кілька років тому. Китай, Іспанія, Індія, Бразилія, Мексика нещодавно перевершили канадське виробництво вперше. Найвищих рейтингів Канада досягла, коли була другим за величиною виробником у світі в період з 1918 по 1923 роки і третім після Другої світової війни.
Автомобілебудування є одним із найбільших секторів промисловості Канади, на нього припадає 10% ВВП промисловості та 23% виробничої торгівлі. Канада виробляє легкові транспортні засоби, вантажівки та автобуси, автозапчастини та системи, кузови та причепи до вантажівок, а також шини та машини, інструменти, штампи та форми. В автомобільній промисловості безпосередньо зайнято понад 125,000 людей — у складанні транспортних засобів і виробництві автозапчастин, а ще 380,000 зайнято у дистрибуції, сервісі та продажах.
Місцева прокатна компанія Tappcar (Едмонтон, Альберта) використовує парк чистих електромобілів BYD e6 для обслуговування регіону Едмонтон та Міжнародного аеропорту Едмонтона.

## Історія

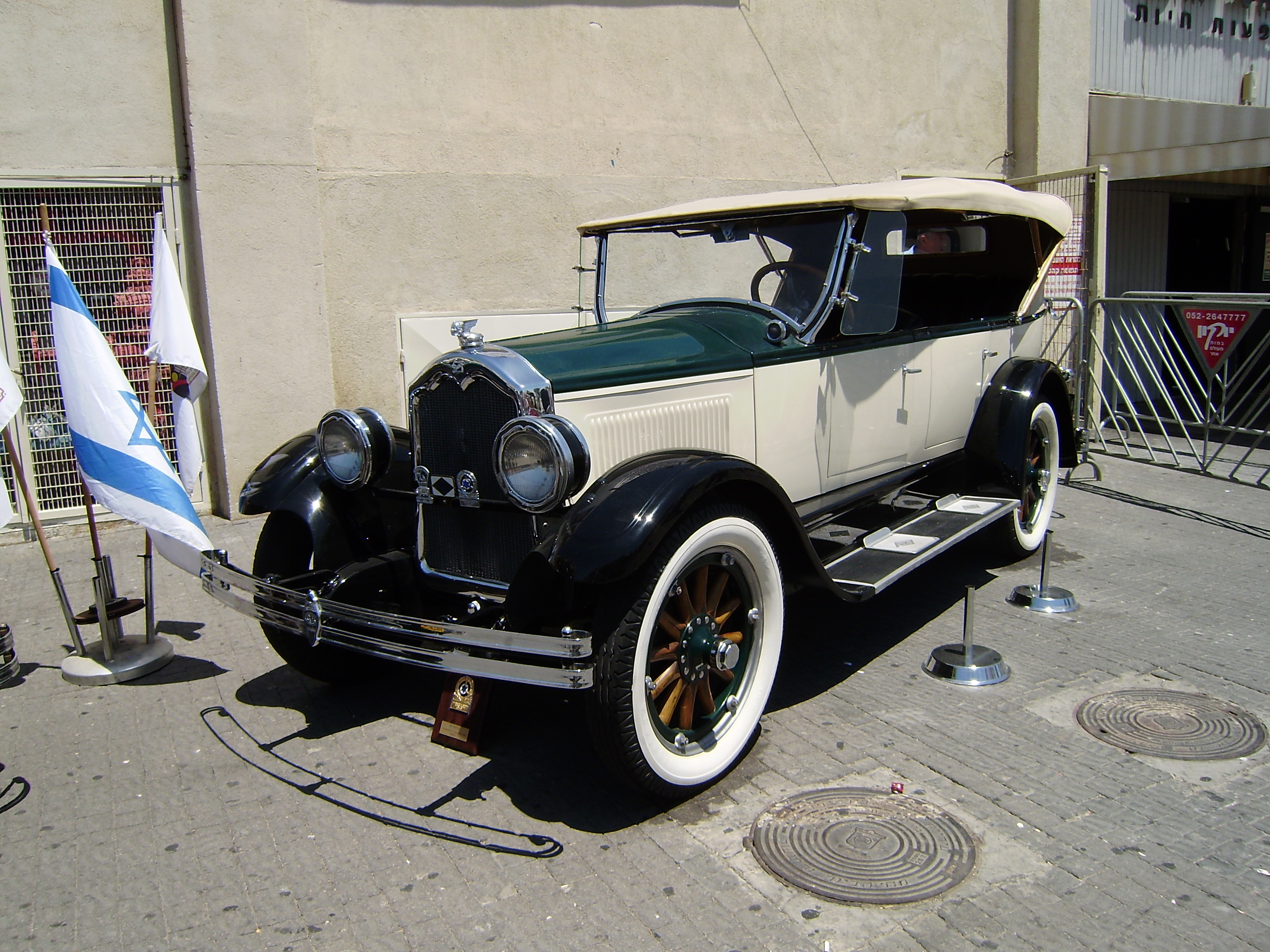
Buick McLaughlin (1924 рік)

Вперше серійне виробництво автомобілів у Канаді почалось у Вокервілі, провінція Онтаріо, недалеко від Віндзора, у 1904 році. У перший рік роботи Гордон Макгрегор (Gordon McGregor) та Воллес Кемпбелл (Wallace Campbell) разом зі жменькою робочих виробили 117 автомобілів Ford Model C на заводі Walkerville Wagon Works.
Завдяки таким маркам, як Brooks, Redpath, Tudhope, McKay, Galt Gas-Electric, Gray-Dort, Brockville Atlas, Russell (CCM) та McLaughlin, Канада мала багато внутрішніх автомобільних брендів. У 1918 році McLaughlin був куплений американською фірмою General Motors і пережив ребрендинг, унаслідок якого з'явилася компанія General Motors of Canada. У 1930-ті роки Studebaker складав свою модель Rockne в Канаді.
Задовольняючи потреби у техніці під час Першої світової війни, канадська автомобільна промисловість виросла до 1923 року у другу за величиною у світі. Проте в галузі, як і раніше, працювали відносно неефективні заводи, що виробляли багато моделей — підприємства були захищені високими митними тарифами. Перед підписанням Канадсько-американського автомобільного договору 1965 року для канадської автомобільної промисловості були характерні як високі ціни на споживчі товари, так і виробничі недоліки.

## Сучасність

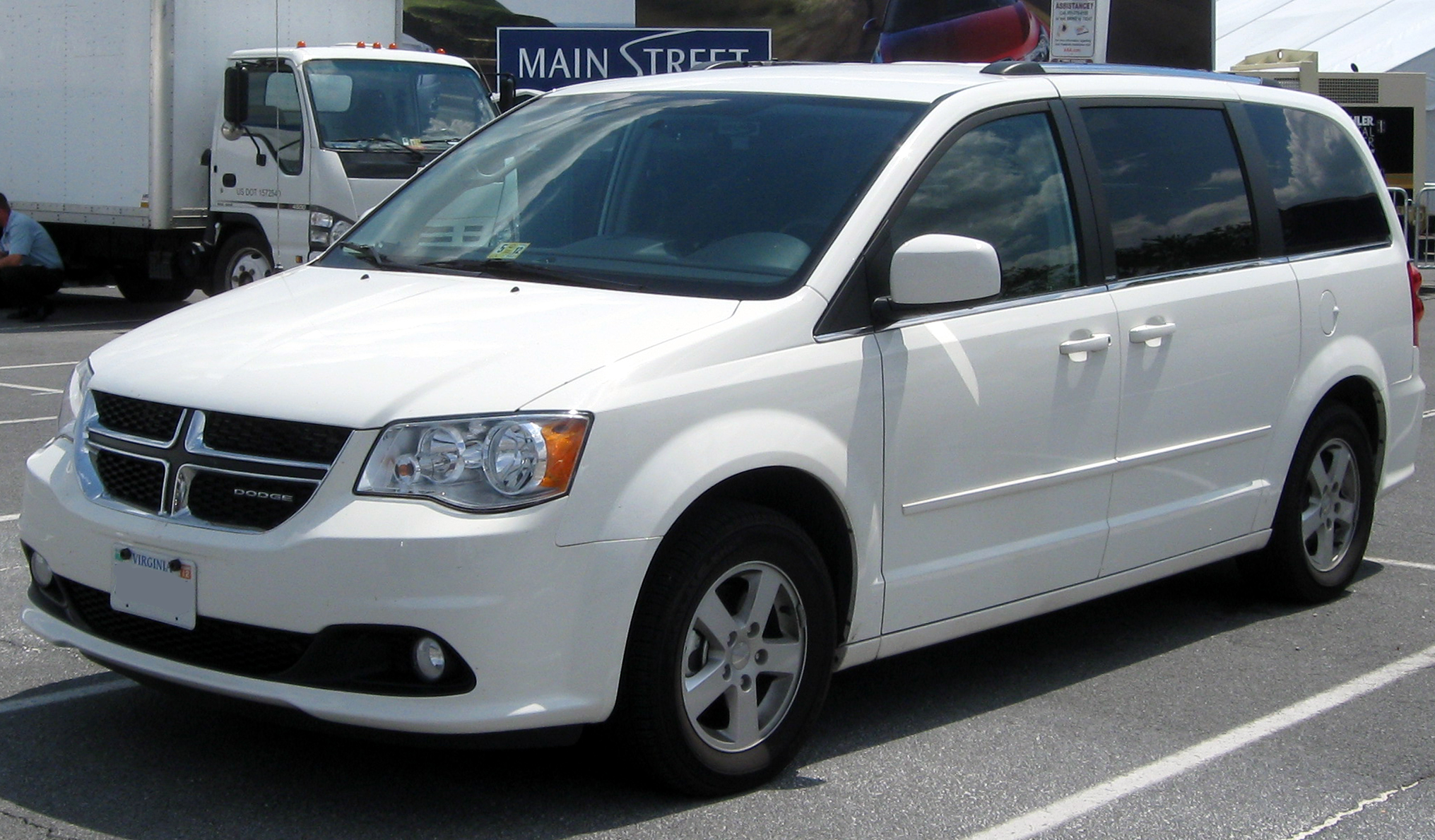
Dodge Grand Caravan (2007–2020)

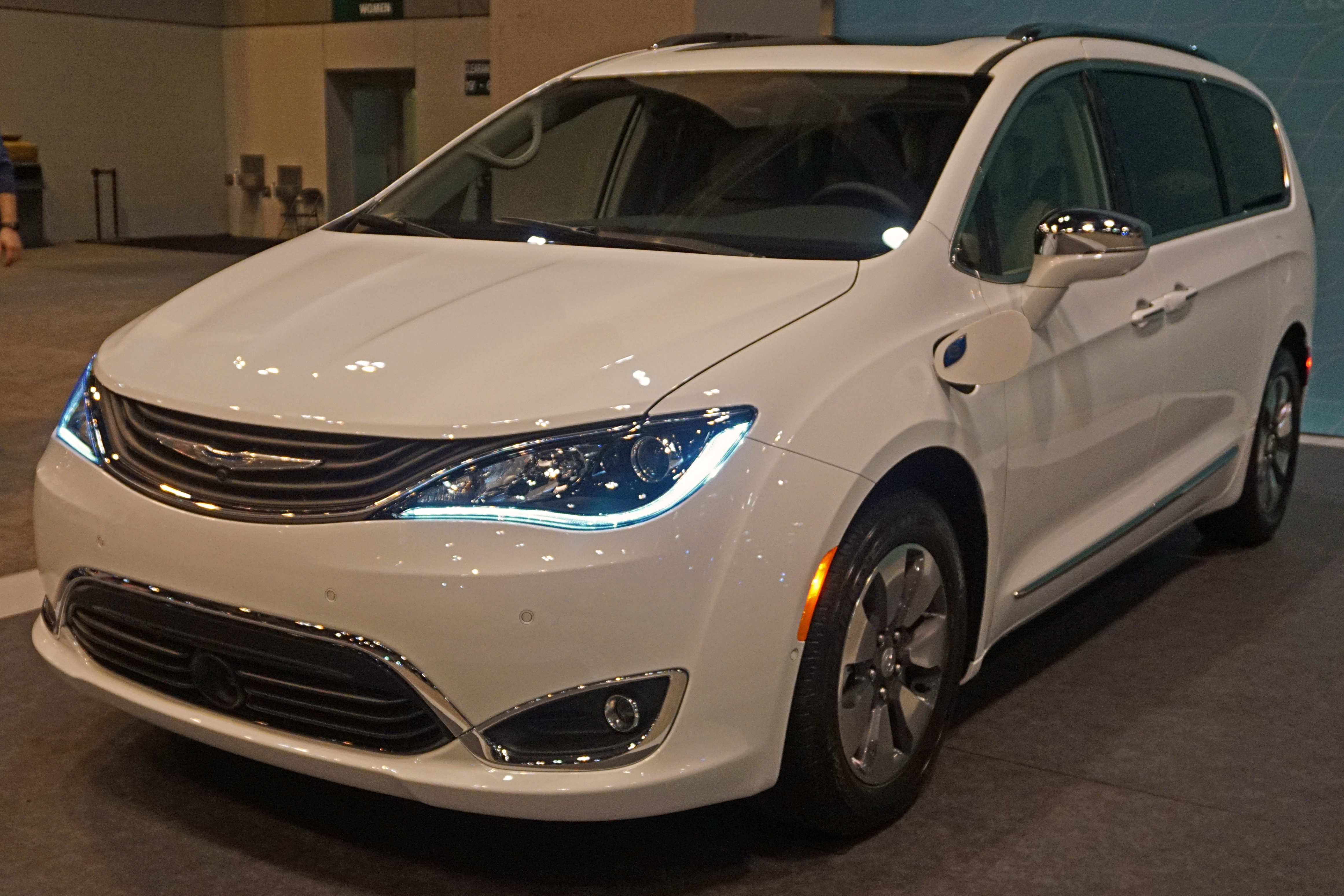
Chrysler Pacifica (2016–дотепер)

Автомобільна промисловість Канади представлена в основному складальними заводами іноземних автовиробників, більшість з яких мають штаб-квартири в Сполучених Штатах або Японії, а також сотнями виробників автомобільних деталей і систем.
Закордонні філії світових компаній роблять істотний внесок у бюджет Канади. Так, філія концерну General Motors інвестувала в розвиток виробництва найбільшу суму за всю історію канадської автомобільної промисловості — 2,5 мільярда доларів. Ці кошти підуть на проведення новітніх досліджень, підвищення виробничої потужності заводів та їхню модернізацію, розробки в області автомобілів на електропаливних елементах.
На території Канади (переважно в провінції Онтаріо) також розташована велика кількість заводів таких великих автомобільних виробників, як Ford і Toyota. Проте заради справедливості варто зазначити, що частка Ford істотно знижується: періодично з'являються новини про закриття заводів і скорочення співробітників. Чого не можна сказати про японських виробників, які дедалі активніше опановують північноамериканський ринок.
Станом на 2015 рік найбільшими діючими автомобільними компаніями є Chrysler Canada, Ford Motor Company of Canada, General Motors Canada, Honda Canada та Toyota Canada.

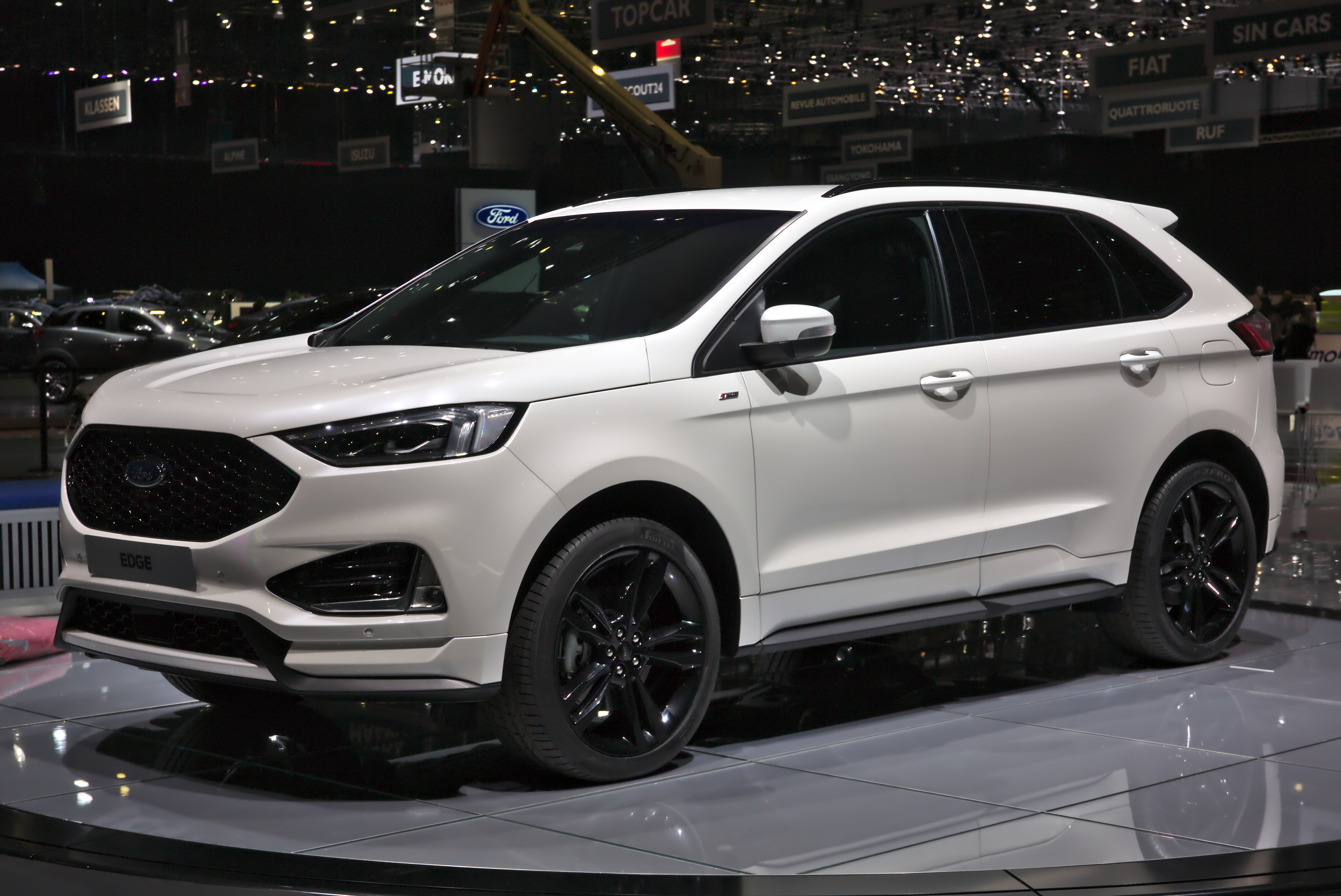
Ford Edge (2014–2024)
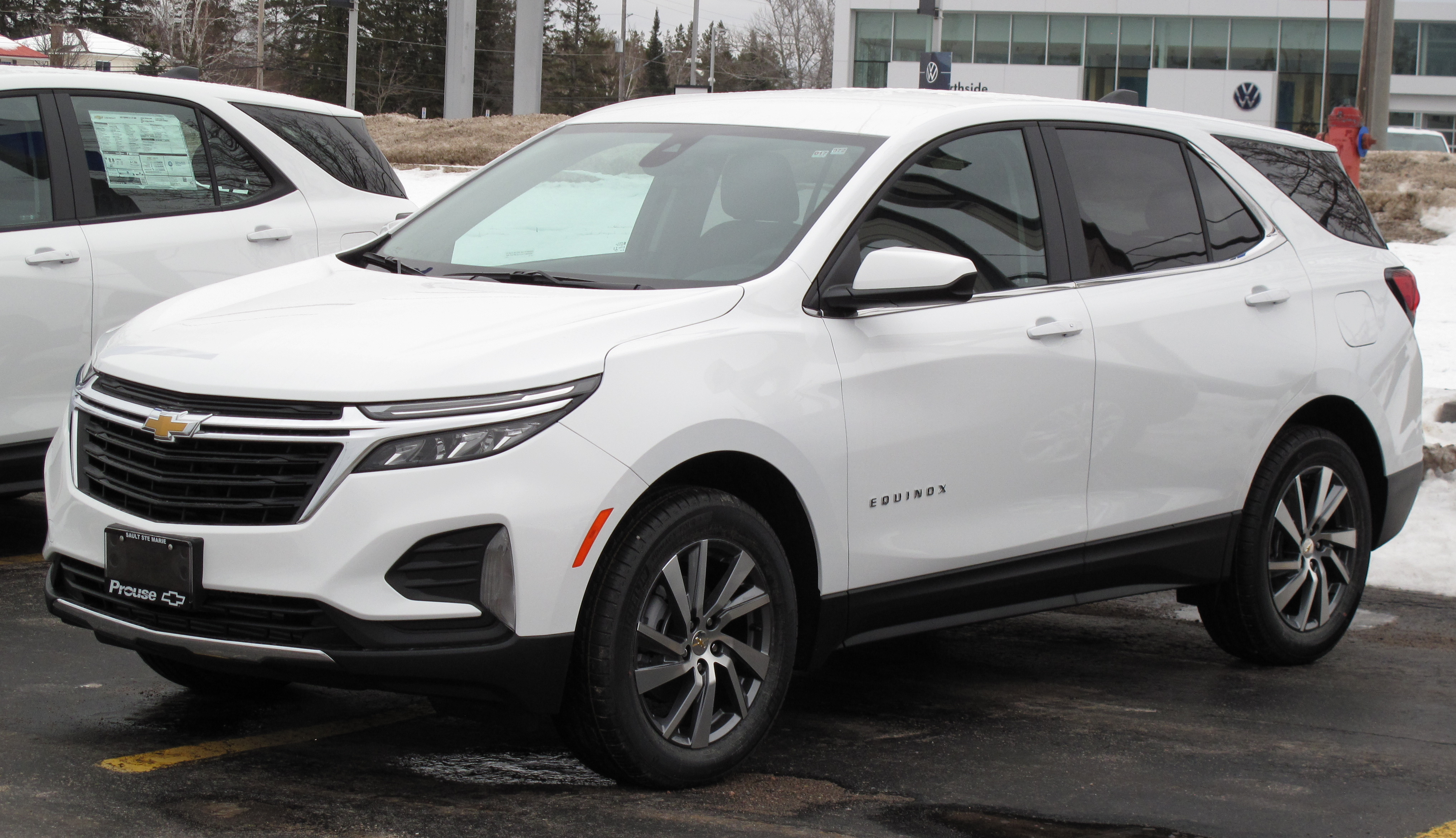
Chevrolet Equinox (2017–2022)
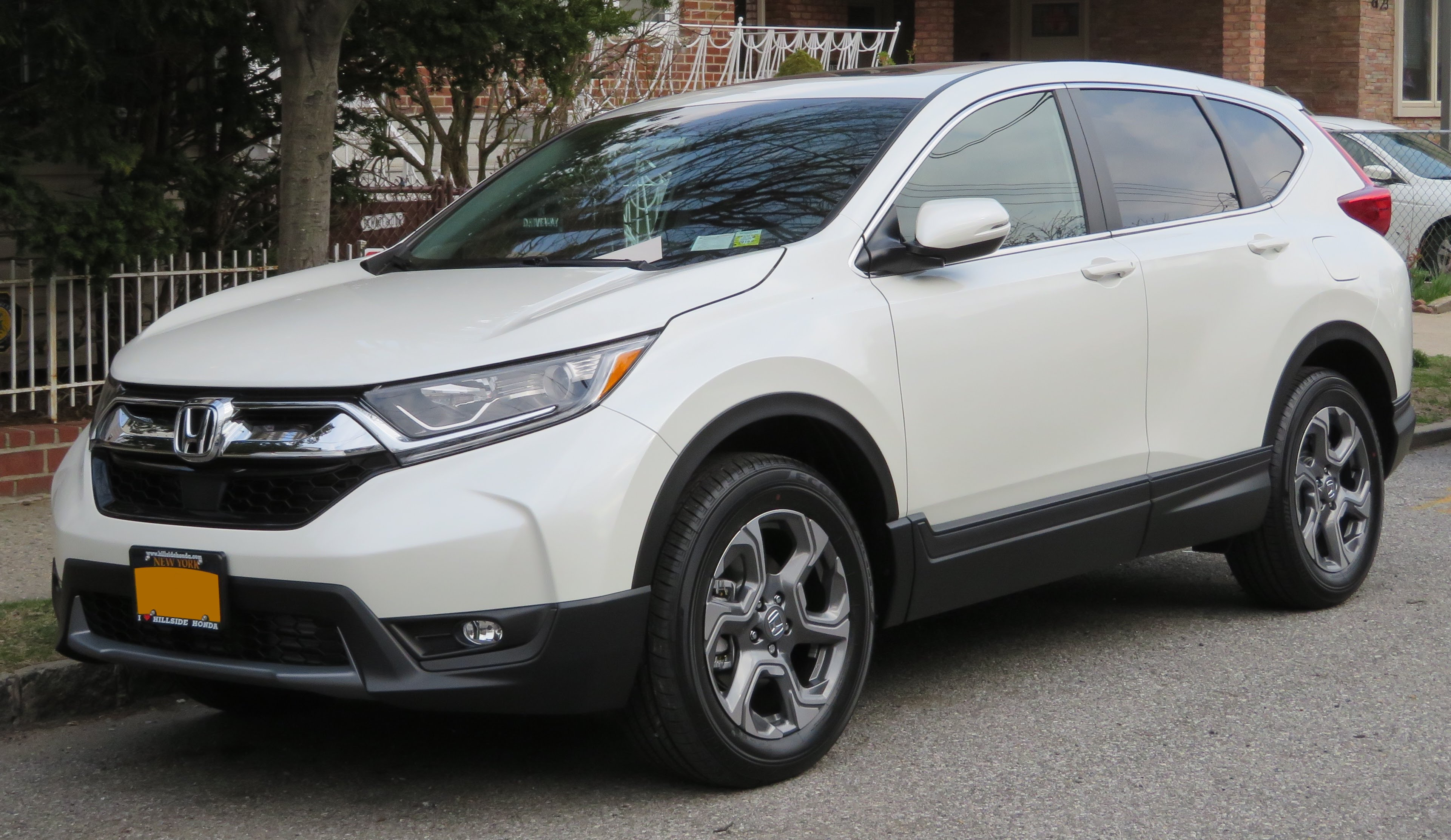
Honda CR-V (2016–2023)
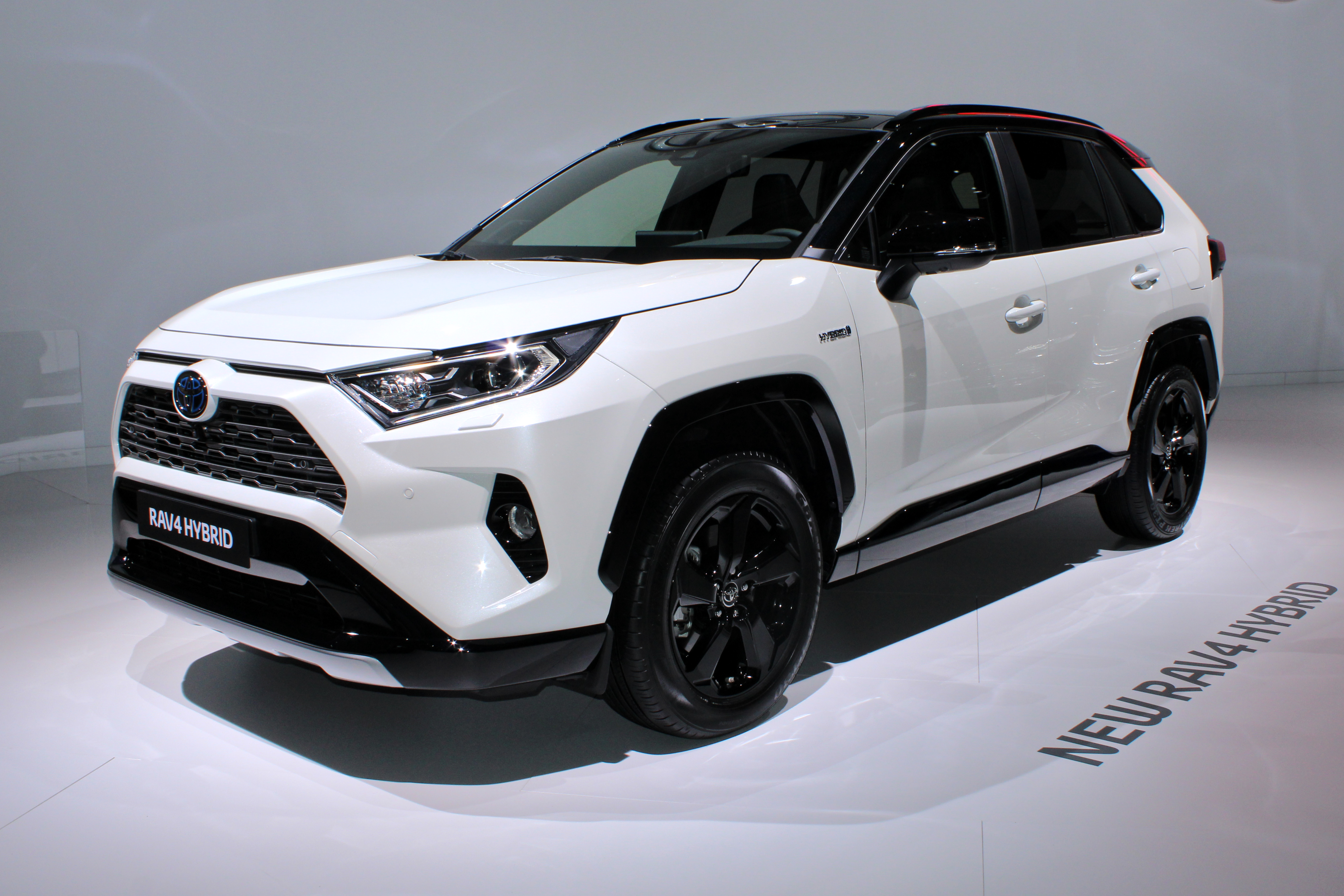
Toyota RAV4 (2019–дотепер)

## Виробники

### Канадські
Діючі канадські автовиробники та бренди:
- Allard Motor Works
- Bombardier Inc.
- Bombardier Recreational Products
- Canadian Electric Vehicles
- Conquest Canada
- Dupont Industries
- Dynasty EV
- Felino Cooperation
- Foremost Vehicles
- HTT Automobile
- Intermeccanica
- INKAS
- Magna International
- Magnum Cars
- New Flyer
- Nova Bus
- Prevost Car
- Terradyne Armored Vehicles Inc
- ZENN (ZENN Motor Company)

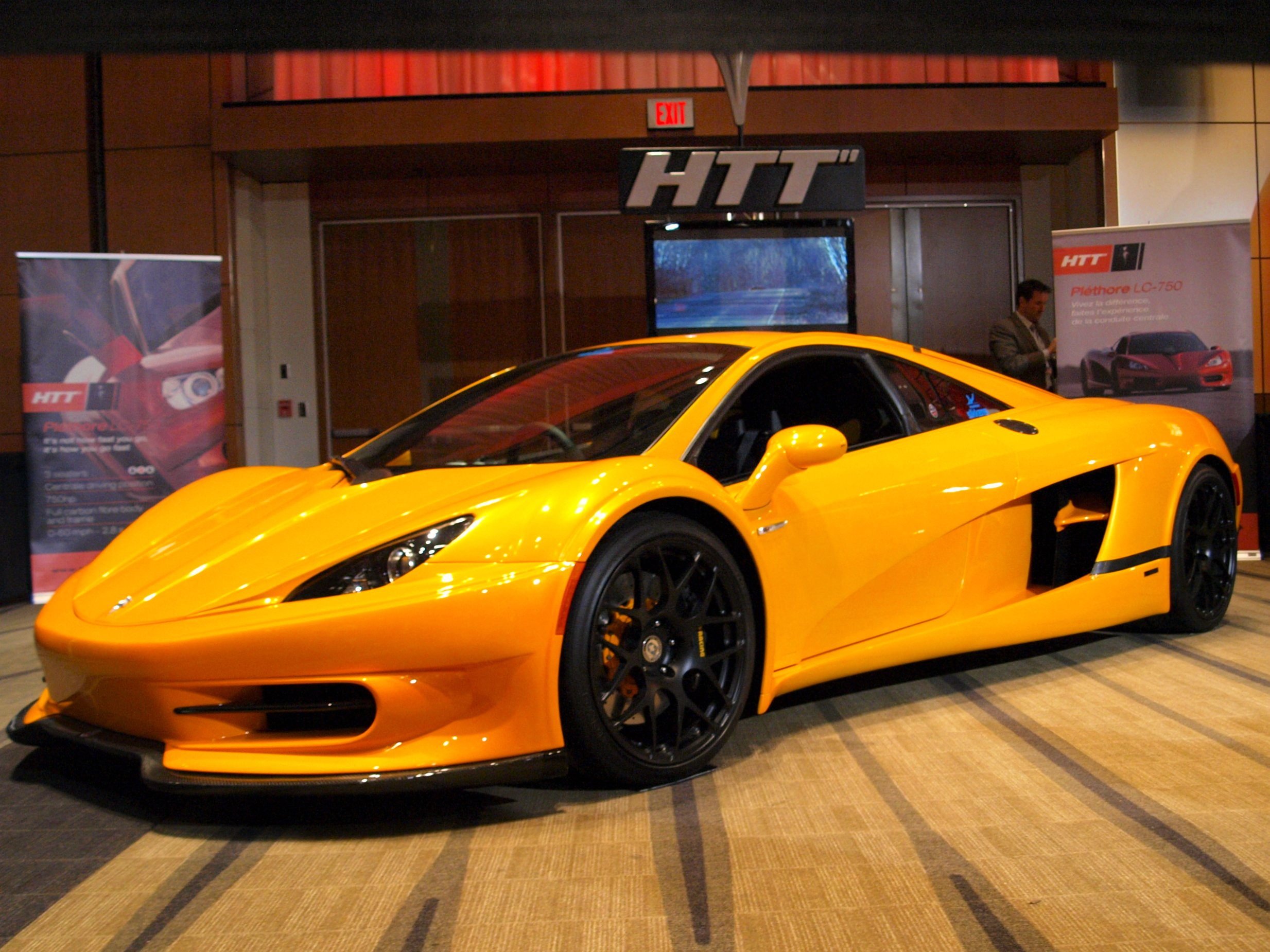
HTT Pléthore (2011)

Недіючі канадські автовиробники та бренди:

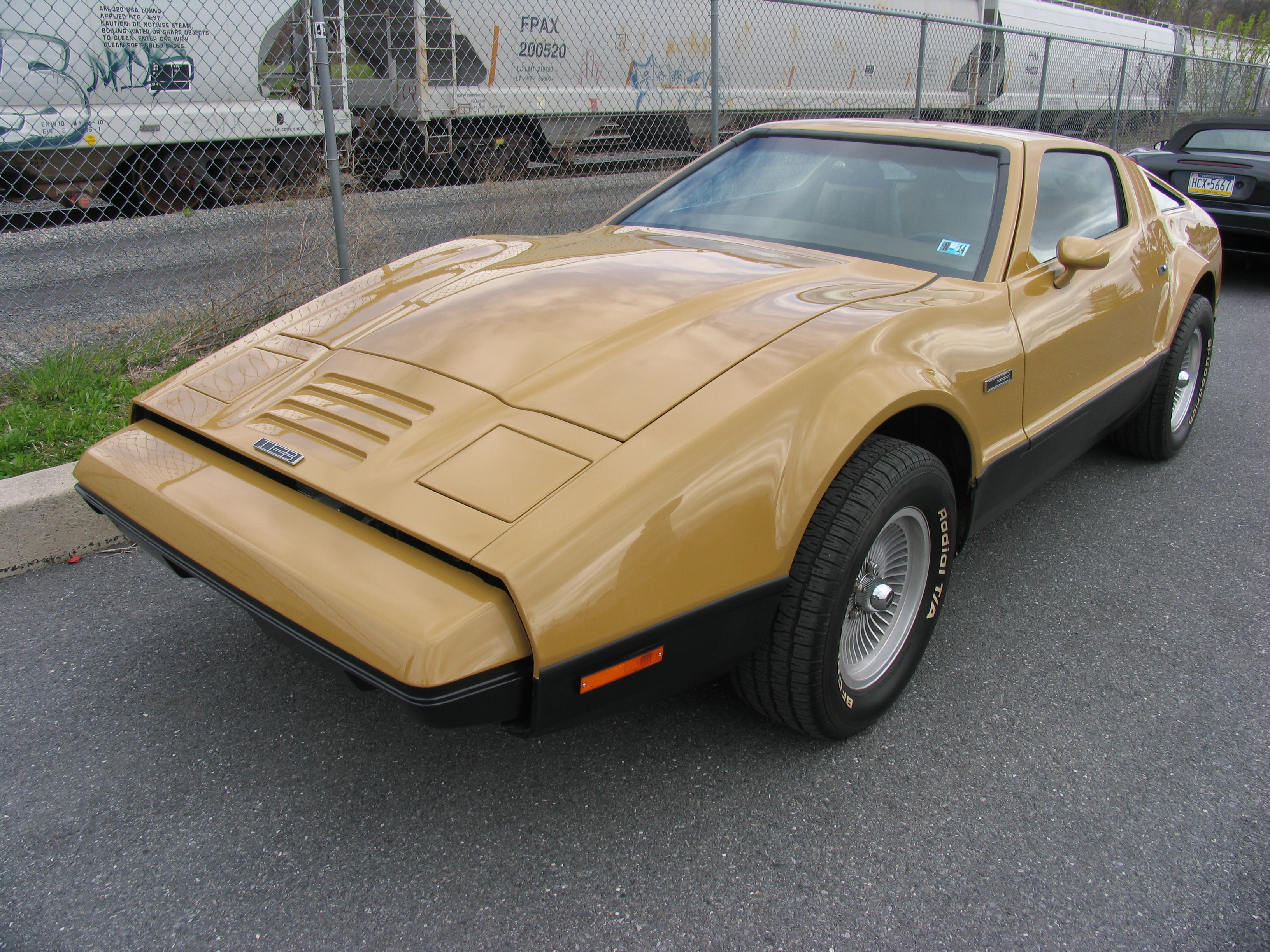
Bricklin SV-1 (1974–1975)

- Acadian (General Motors)
- American Motors Canada
- Bricklin
- Brockville Atlas
- Brooks Steam Motors
- Derby
- Galt Gas-Electric
- Gray-Dort Motors
- Laurentian (Pontiac)
- Manic GT
- McKay Motor Car Company
- McLaughlin Automobile
- Meteor (Ford)
- Orion International
- Redpath Motor Vehicle Company
- Russell Motor Car Company
- Studebaker Canada
- Suzuki Canada Inc.
- The Jamie Stahley Car
- Tudhope Carriage Company

### Іноземні

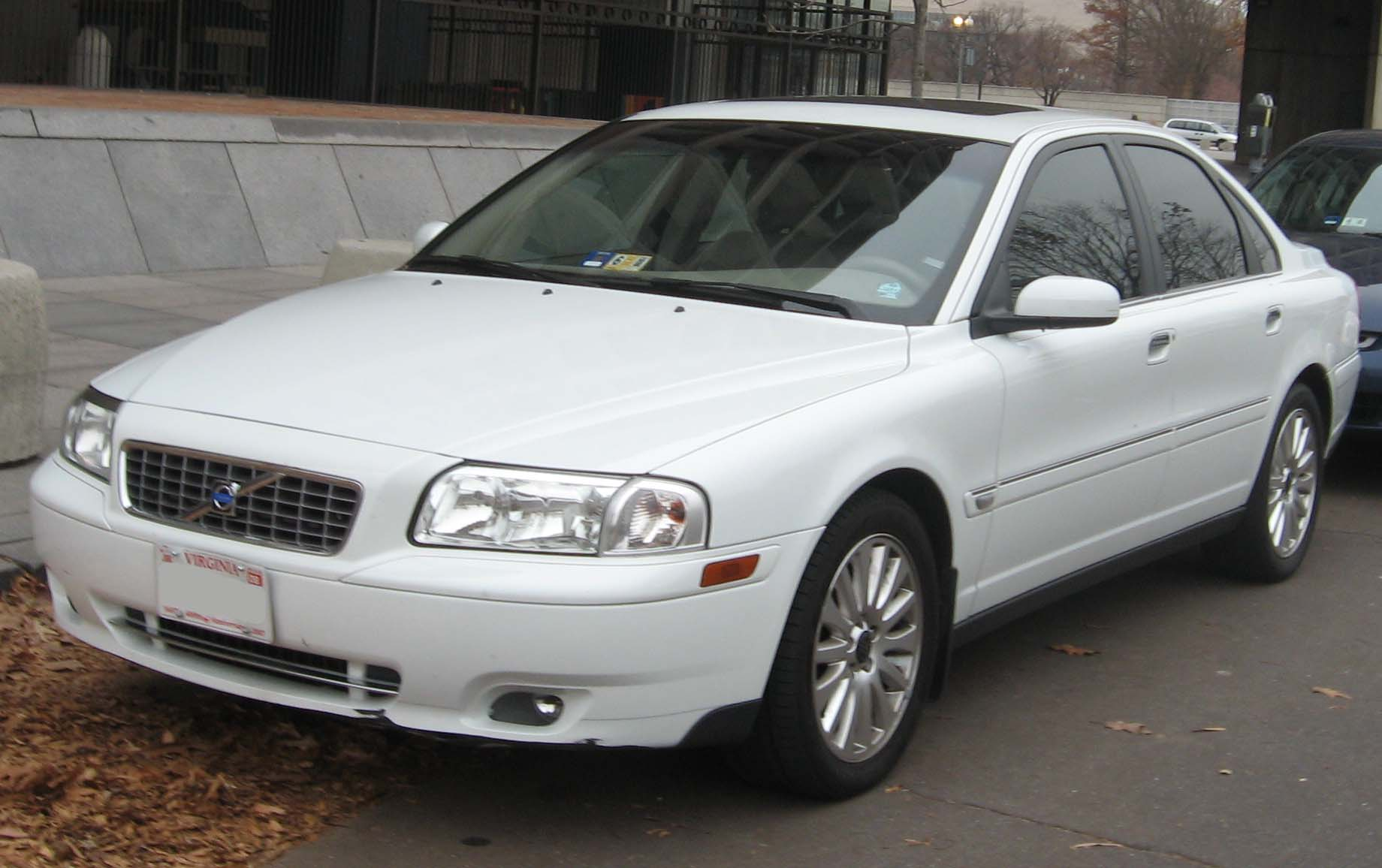
Volvo S80 (1998)

Іноземні автовиробники, які мають заводи в Канаді:
 
- Fiat Chrysler Canada
- Ford Motor Company of Canada
- General Motors Canada
- Honda Canada
- Toyota Canada

Іноземні автовиробники, які мали заводи в Канаді:
- Suzuki
  - CAMI Automotive (СП між General Motors та Suzuki)
- Volvo Cars
  - Volvo Halifax Assembly (закритий у 1998 році)

## Обсяг виробництва за роками

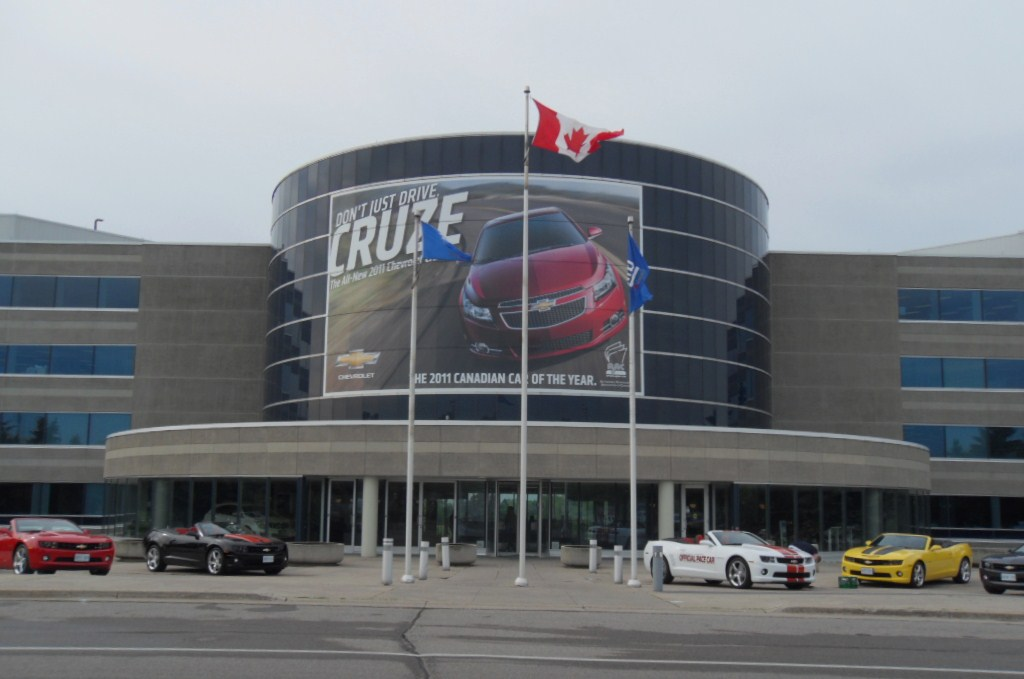
General Motors Canada

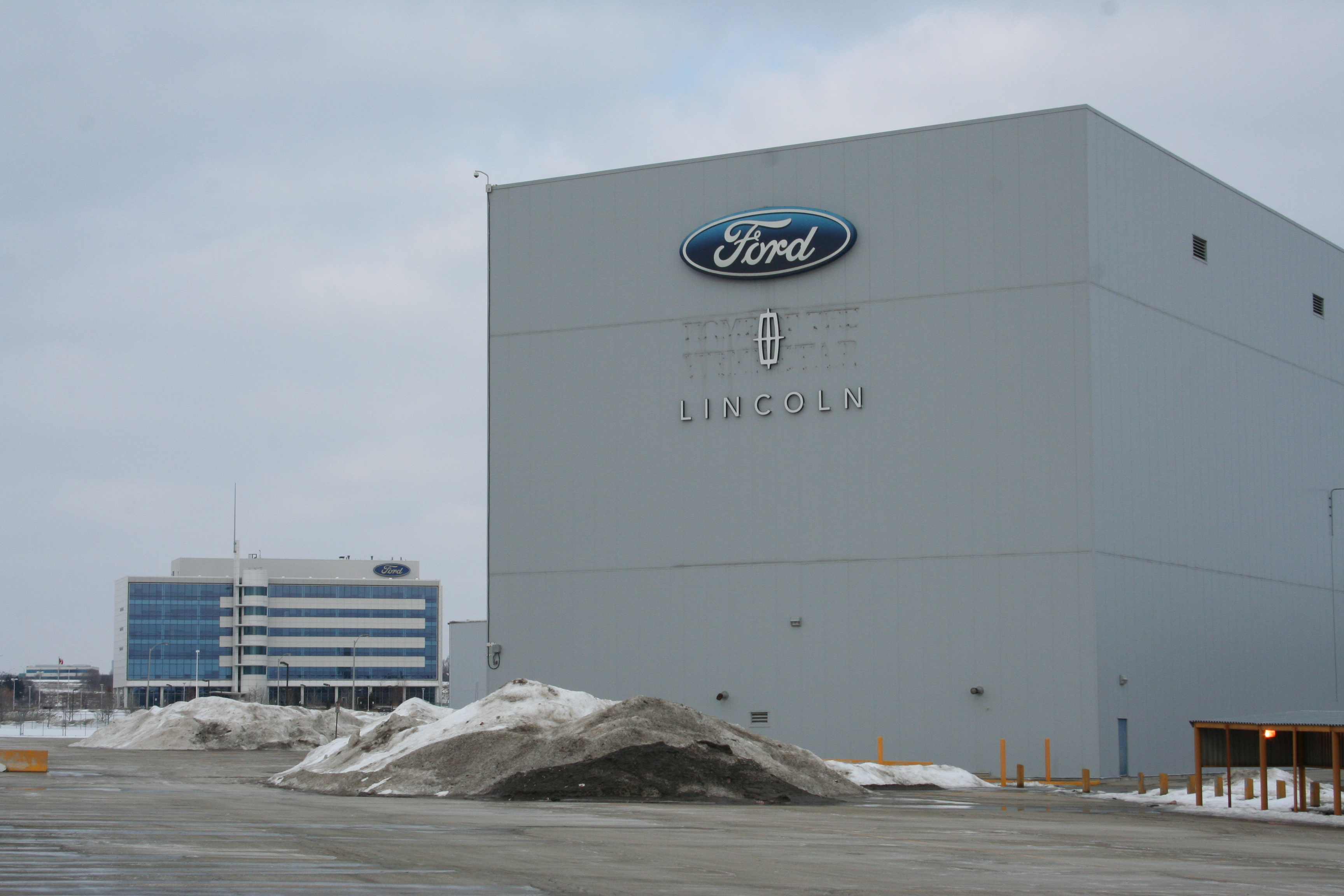
Ford Motor Company of Canada

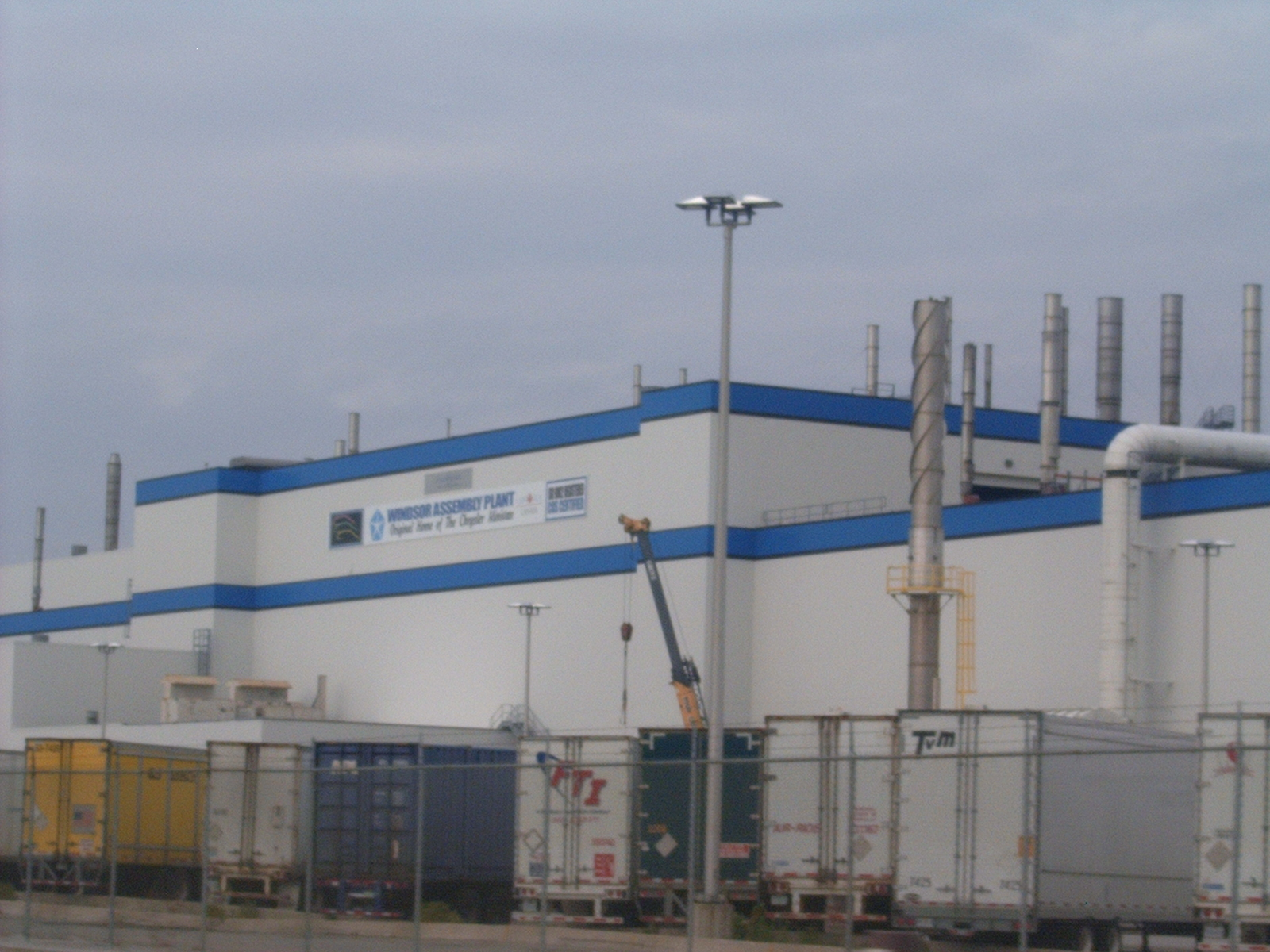
Fiat Chrysler Canada

У 1999 році було вироблено 3,058,813 автомобілів, таким чином він став піковим для автомобільної промисловості в Канаді.
| Рік  | Обсяг виробництва |
| ---- | ----------------- |
| 1950 | 387,726           |
| 1960 | 397,739           |
| 1970 | 1,159,504         |
| 1980 | 1,369,607         |
| 1990 | 1,947,106         |
| 1995 | 2,407,999         |
| 1999 | 3,058,813         |
| 2000 | 2,961,636         |
| 2005 | 2,687,892         |
| 2010 | 2,068,189         |
| 2011 | 2,135,121         |
| 2012 | 2,463,364         |
| 2013 | 2,379,806         |
| 2014 | 2,393,890         |
| 2015 | 2,283,474         |
| 2016 | 2,370,271         |
| 2017 | 2,199,789         |
| 2018 | 2,020,840         |
| 2019 | 1,916,585         |
| 2020 | 1,376,623         |
| 2021 | 1,115,002         |
| 2022 | 1,228,735         |
| 2023 | 1,553,026         |